# Alberto Picco di Ulrico
Alberto Picco (La Spezia, 14 luglio 1894 – Monte Nero, 16 giugno 1915) è stato un militare e calciatore italiano.
Sottotenente di complemento del corpo degli Alpini, cadde durante la battaglia per la conquista del Monte Nero.

## Biografia
Nacque a La Spezia il 14 luglio del 1894, figlio di Ulrico Picco, in gioventù praticò numerosi sport, tra i quali nuoto, canottaggio e ginnastica.

### Calciatore
Quando, il 20 novembre 1911, la sezione calcistica della polisportiva Sport Club Spezia si costituì in società autonoma, divenendo lo Spezia Football Club, egli fu tra i fondatori del sodalizio e comparve nell'organigramma societario con la carica di consigliere e tesoriere. Nelle vesti di calciatore e capitano della squadra, prese parte alla prima amichevole "ufficiale" della squadra, la partita Spezia-Virtus Juventusque Livorno, disputata il 20 gennaio 1912 e terminata con il punteggio di 2-2. Egli fu l'autore del primo gol segnato dallo Spezia. La sua carriera di calciatore fu interrotta dalla chiamata alle armi dopo il conseguimento del diploma di ragioniere avvenuto nel 1913.

### La guerra
Arruolato nel Regio Esercito fu subito ammesso a frequentare il Corso Allievi Ufficiali di complemento presso il 5º Reggimento alpini. Il 1º novembre 1914 fu promosso al grado di Sottotenente ed assegnato dapprima alla 32ª, e poi all'84ª Compagnia del Battaglione alpino "Exilles" in forza al 3º Reggimento alpini.
All'atto dell'entrata in guerra del Regno d'Italia, avvenuta il 24 maggio 1915, il suo battaglione inquadrato nella Brigata fanteria "Modena" appartenente all'8ª Divisione, era schierato a Montemaggiore sulle Alpi Giulie. La notte tra il 24 e il 25 maggio il suo reparto varcò il confine dell'Isonzo occupando in poco tempo quota 1450 del Monte Stol, giungendo il giorno 26 ad occupare il Monte Kozljak. Un contrattacco lanciato dagli austro-ungarici per tentare di riconquistare la posizione il 4 giugno venne respinto.

### La conquista del Monte Nero

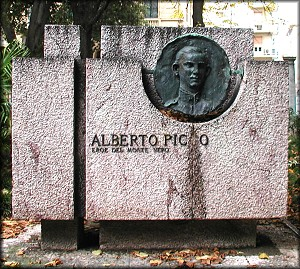
Monumento in memoria di Alberto Picco.
Giardini pubblici, La Spezia

Nella notte fra il 15 ed il 16 giugno del 1915 con cinque uomini si pose all'avanguardia di un gruppo di 130 alpini al comando del capitano Vincenzo Arbarello che avevano il compito di conquistare la cima del Monte Nero sulla riva sinistra dell'Isonzo, sopra Caporetto. Il previsto attacco doveva compiersi di notte. Svoltosi in condizioni di visibilità quasi nulla per la notte senza luna e la nebbia, gli italiani attaccarono poco prima dell'alba l'avamposto presidiato dal Nagyvárader Infanterieregiment 4 del Regio esercito ungherese appena giuntovi dai Carpazi. Dovendo necessariamente scoprirsi nell'ultima fase dell'avanzata e presentandosi al fuoco nemico a distanza ravvicinata, gli alpini si lanciarono in un violento attacco alla baionetta che scompaginò i difensori che si ritirarono in disordine verso il vallone di Planjna Polju, cadendo sotto il fuoco della 35ª Compagnia del Battaglione "Susa" al comando del capitano Vittorio Varese.
Rimasto ferito una prima volta al piede, Picco proseguì nell'azione finché non fu ferito una seconda volta al ventre. Tale ferita si rivelò mortale, e poco prima di spirare chiese di vedere il capitano Arbarello. Una volta che questi giunse sul posto egli lo abbracciò dicendo Viva l'Italia e avanti Savoia! Muoio contento di avere servito bene il mio Paese. Il re Vittorio Emanuele III di Savoia gli conferì, motu proprio, la Medaglia d'argento al valor militare.
Il suo corpo venne inizialmente sepolto a Dresenza e successivamente, il 4 luglio 1924, le sue spoglie vennero traslate dal fratello al cimitero monumentale di Torino, dove ancora oggi riposano nel settore C7.

### Riconoscimenti

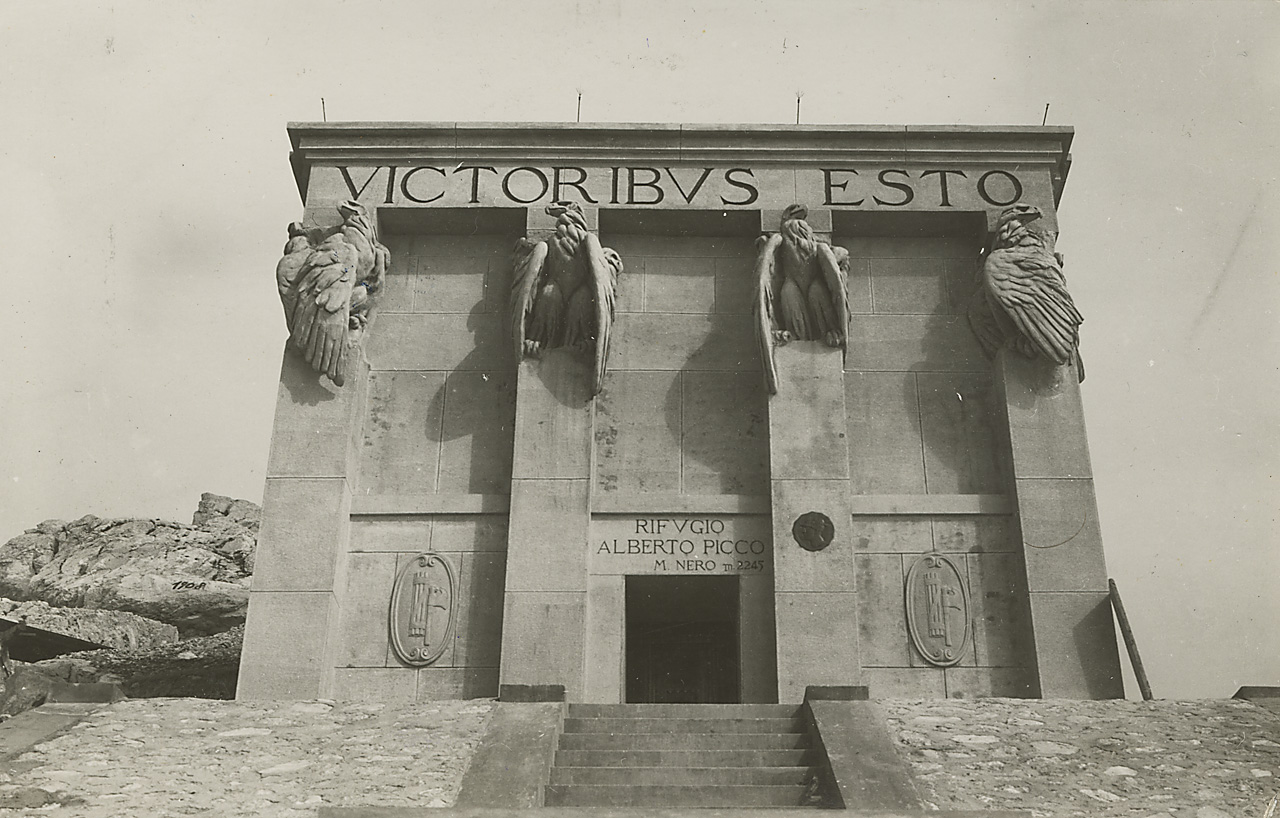
Monumento rifugio Alberto Picco, eretto sulla cima del Monte Nero.
Il rifugio è stato demolito nel 1951

Ogni anno, per la ricorrenza del 16 giugno, i suoi Alpini lo ricordano recandosi sulla cima del Monte Nero, nello stesso luogo in cui era caduto e dove, il 15 settembre 1928, era stato eretto un maestoso monumento-rifugio in suo nome, recante la dicitura Victoribus Esto.
Dopo la seconda guerra mondiale, nel 1951, il rifugio è stato demolito dal governo jugoslavo e sulla sua spianata la Società Alpina di Nova Gorica (Planinsko društvo Nova Gorica) ha costruito il Rifugio Gomišček (Gomiščkovo zavetišče).
Il 28 settembre 1930 Alberto Picco venne ricordato dal Gruppo Alpini Valchiusella in una cerimonia tenutasi a Vico Canavese alla presenza dalla mamma Emma Giono nativa di Inverso, un piccolo centro della Valchiusella.
Venne intitolato a suo nome anche lo Stadio Comunale costruito alla Spezia nel 1919, impianto nel quale ancora oggi lo Spezia disputa le sue partite casalinghe. Nel 1966 è stato inaugurato un monumento in suo onore presso i giardini pubblici della Spezia in occasione dell'adunata annuale degli alpini.

### Periodici
- Luigi Massaia, Maggiore Cavaliere Vincenzo Arbarello conquistatore del Monte Nero, pluridecorato al valor militare, in Tranta Sold, n. 2, Pinerolo, Associazione Nazionale Alpini sezione di Pinerolo, aprile-giugno 2002.
- Cattalino Massimino, Il 3º Reggimento alpini da 70 anni a Pinerolo, in Tranta Sold, n. 158, Pinerolo, Associazione Nazionale Alpini sezione di Pinerolo, aprile-giugno 2005,  pp. 16-17.
- L'eroe del Monte Nero, in L'Alpino, n. 9, Milano, Associazione Nazionale Alpini, ottobre 2014,  p. 50.